# Plutodes exiguinota
Plutodes exiguinota là một loài bướm đêm trong họ Geometridae.